# Семёновка (Дергачёвский район)
Семёновка (укр. Семенівка), село,
Дергачёвский городской совет,
Дергачёвский район,
Харьковская область, Украина.
Код КОАТУУ — 6322010108. Население по переписи 2001 года составляет 56 (22/34 м/ж) человек.

## Географическое положение
Село Семёновка находится в балке Долгий яр, по которой протекает пересыхающий ручей (б. река) Полёвка (река), который через 3 км впадает в реку Лопань; на ручье сделано несколько запруд.
Ниже по течению ручья в двух км расположен город Дергачи, выше по течению ручья — село Полевая (Харьковская область). Вокруг большой лесной массив (дуб).

## История
- 1710 год — дата первого упоминания села[1].
- В августе 1943 года советская разведгруппа В. А. Завертяева в составе 23 человек, действуя в районах, оккупированных нацистами, вела разведку в полосе действий 84-й дивизии.[2][3] 18 августа разведгруппа вышла из немецкого тыла в район боевых действий своей дивизии и заняла позиции у села Семёновка. На рассвете 19.08, когда наши войска завязали бой за Семёновку, Завертяев с 22 автоматчиками ударил с тыла и, сея панику, начал продвигаться к селу, отвлекая огонь гитлеровцев на себя. Это дало возможность советским воинам совместным натиском освободить село.[2][3]

## Экономика
- Садовые участки.